# Milizac-Guipronvel
Milizac-Guipronvel – gmina we Francji, w regionie Bretania, w departamencie Finistère. W 2013 roku liczba ludności wynosiła 4213 mieszkańców. 
Gmina została utworzona 1 stycznia 2017 roku z połączenia dwóch ówczesnych gmin: Guipronvel oraz Milizac. Siedzibą gminy została miejscowość Guipronvel.